# Titus Flavius Boethus
Pour les articles homonymes, voir Boethus.
Titus Flavius Boethus (mort en 168) est un sénateur romain actif sous le règne de Marc Aurèle. Il est connu comme étant une connaissance du médecin Galien. Boethus est consul suffect, avec Julius] Geminus Capellianus comme collègue, pendant l'une des nundinia tombant dans la seconde moitié de 161 .
Boethus a des origines familiales à Ptolémaïs en Syrie. Son nom suggère qu'il descend d'un homme à qui l'empereur Vespasien ou un de ses parents a donné la citoyenneté romaine, mais il n'y a aucune trace d'un Flavien gouverneur de Syrie. Sinon, il n'y a pas de relation connue, familiale ou autre, entre Boethus et l'empereur.

## Biographie
À un moment donné après son arrivée à Rome en 162, Galien devient le médecin de la femme et du fils de Boethus et fait ainsi la connaissance du consul. Boethus a encouragé Galen à offrir des conférences publiques sur l'anatomie, que Galien a offertes sur une période de trois ans. GW Bowersock note que ces conférences étaient "tout à fait au goût des gens de cette époque", et inclut dans l'audience de Galien des sénateurs éminents comme Marcus Vettulenus Civica Barbarus consul en 157, Lucius Sergius Paullus consul en 168, et Gnaeus Claudius Severus consul en 173. 
Boethus a été nommé gouverneur de la province impériale de Syrie Palestine pour le mandat habituel de trois ans à partir de 166 environ. Avant son départ, il a obtenu des conseils médicaux à suivre pendant son séjour dans cette province de l'Est. Malgré ces mesures, Boethus meurt alors qu'il était gouverneur de Syrie Palestine en 168.